# Dieudonné Vander Bruggen
Dieudonné Vander Bruggen (Geraardsbergen, 8 februari 1912 - 10 juni 2000) was een Belgisch senator.

## Levensloop
Van 1928 tot 1940 was Vander Bruggen actief binnen de socialistische jeugdbeweging van de BWP-federatie in Geraardsbergen en vertegenwoordigde ze binnen het bestuur van de afdeling Geraardsbergen.
Van 1944 tot 1978 was bestuurslid van de BSP-afdeling van Geraardsbergen, waarvan hij van 1952 tot 1970 voorzitter was. Hij was van 1956 tot 1974 ook voorzitter van de BSP-federatie voor het arrondissement Aalst.
Hij was bediende en bestuurslid van de Bond Moyson voor Aalst-Geraardsbergen. Hij was tevens werkend lid van de Socialistische turnkring Rust Roest in Geraardsbergen.
Van 1954 tot 1974 zetelde hij in de Senaat als rechtstreeks gekozen senator voor het arrondissement Aalst-Oudenaarde. In de periode december 1971-maart 1974 had hij als gevolg van het toen bestaande dubbelmandaat ook zitting in de Cultuurraad voor de Nederlandse Cultuurgemeenschap, die op 7 december 1971 werd geïnstalleerd en de verre voorloper is van het Vlaams Parlement.